# Wolphaartsdijk
Wolphaartsdijk (Zeeuws: Wolfersdiek) is een dorp en voormalig eiland in de gemeente Goes, in de Nederlandse provincie Zeeland. Het dorp ligt vlak bij het veel kleinere Oud-Sabbinge en heeft 2.300 inwoners (2023). Het ligt tegenwoordig in Zuid-Beveland, net ten zuiden van het Veerse Meer.

## Geschiedenis
In de middeleeuwen lagen Wolphaartsdijk en het oudere Oud-Sabbinge op het eiland Wolphaartsdijk. Ten noorden van het eiland stroomden de Zuidvliet en de Zandkreek, ten oosten de Oosterschelde en ten zuiden de Schenge. Bij grote overstromingen in 1287 was de polder van Oud-Sabbinge een van de weinige in Zeeland die niet onderliep. Dat overkwam deze polder pas in 1953. De polder van het huidige Wolphaartsdijk was jonger; er lag ook een vliedberg waar het dorp zou ontstaan. De vliedberg werd in 1844 afgegraven.

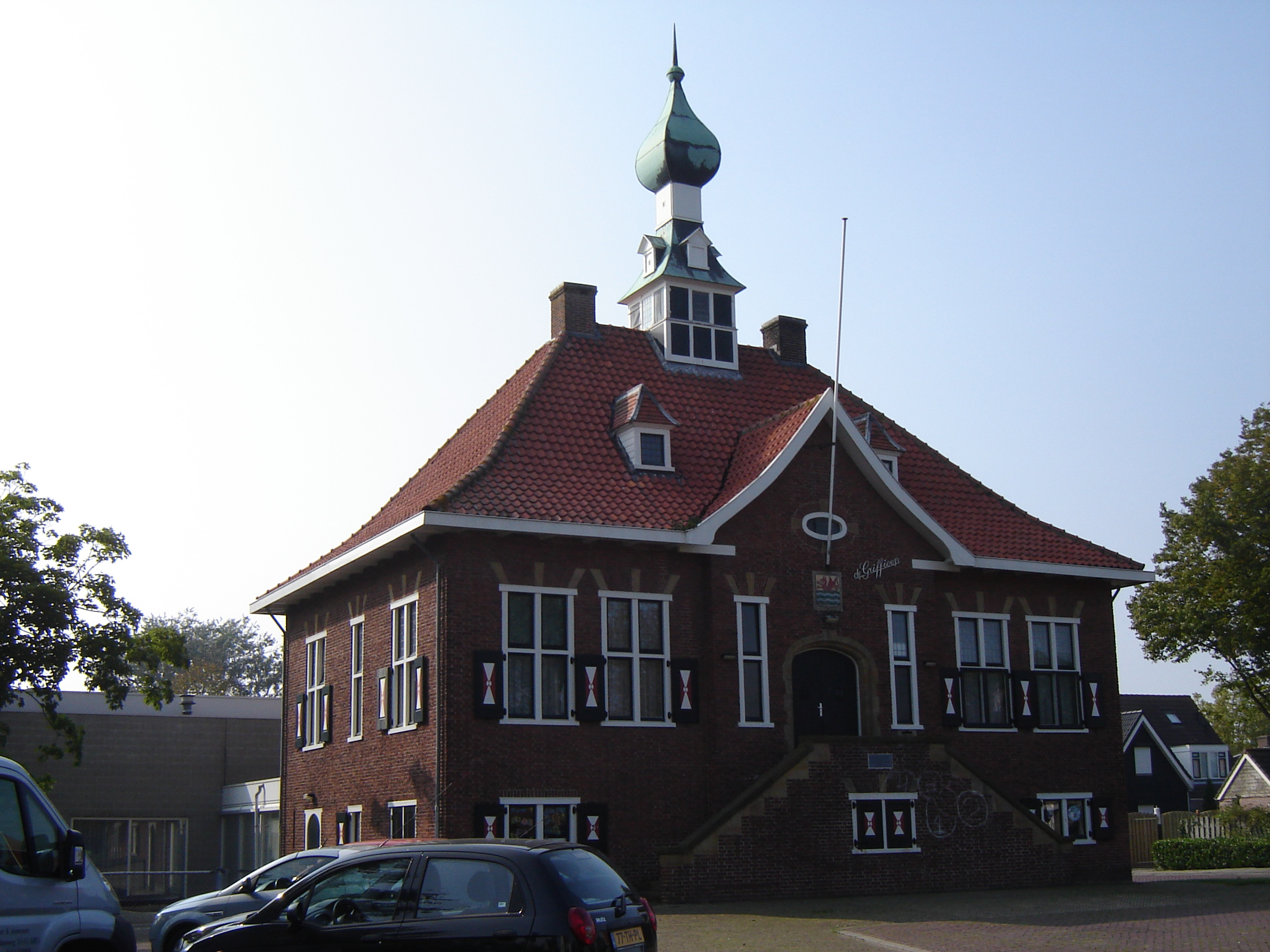
Dorpshuis De Griffioen

Rond 1200 telde het eiland drie ambachten. In het westen dat van Westkerke, centraal dat van Oud-Sabbinge en in het oosten dat van Oostkerke met het dorp Hongersdijk. Op Sint-Catharinadag, 25 november 1377, ging een groot deel van Westkerke verloren, inclusief het kasteel Muiden dat op de westpunt van het eiland stond. Ondanks inpoldering ging bij de stormvloed van 1375 ook al veel verloren. Eerder, bij de Sint-Clemensvloed van 1334 gingen grote stukken van Hongersdijk en Oostkerke verloren. De volgende eeuwen werd steeds meer herbedijkt en werden polders hersteld. Ook nieuwe polders werden ingedijkt en het eiland Wolphaartsdijk werd groter.

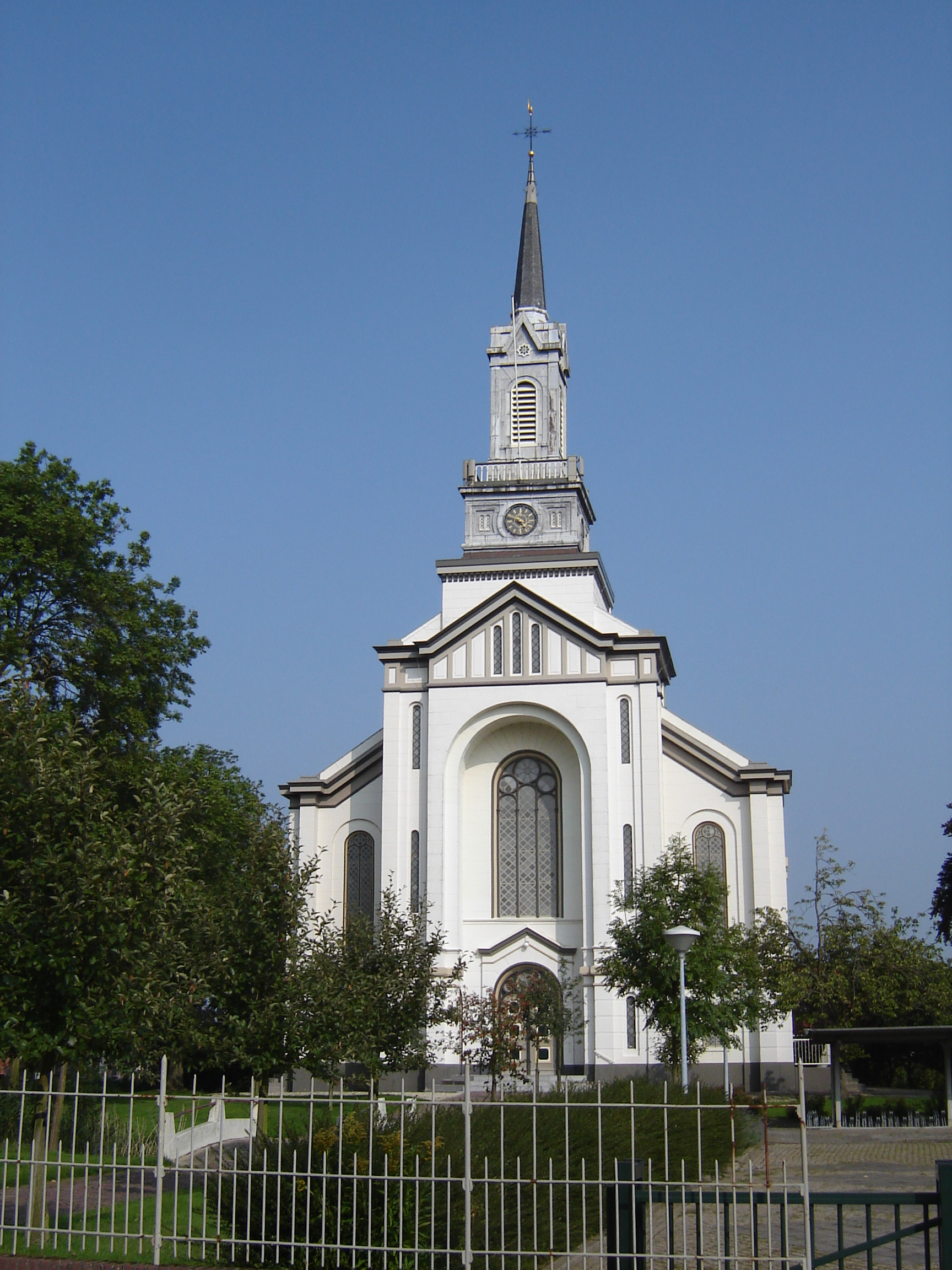
De Nicolauskerk

In de 16e eeuw kreeg het gebied veel te verduren. De Hongersdijkse polder ging verloren na stormen in 1530, 1532 en ten slotte de Sint-Pontiaansvloed in 1552, en door slecht onderhoud wegens armoede. Ook de Allerheiligenvloed van 1570 zorgde voor vernieling; de Westkerke- en de Westerlandpolder verdwenen tot 1665 in zee. Voorafgaand aan het Beleg van Goes in 1572 vernielden de geuzen bovendien de kerken van Oud-Sabbinge en Wolphaartsdijk.
In de 17e en 18e eeuw was het rustiger. De breedte van de Schenge, die het eiland van Zuid-Beveland scheidde, werd steeds geringer. In het begin van de 19e eeuw stond Wolphaartsdijk onder Franse overheersing. De kerk moest haar archieven afgeven en werd in beslag genomen. In 1809 werd de Wilhelminapolder (eerst Lodewijkspolder genoemd naar Koning Louis Bonaparte van het toenmalige Koninkrijk Holland 1806-1810) ingepolderd; Wolphaartsdijk werd zo aan het "vasteland" van Zuid-Beveland vastgemaakt. De Schenge, die bijna helemaal was verzand, werd in 1874 met een dijk afgesloten, nabij de huidige sluis De Piet.
In 1911 werd een veerdienst ingesteld tussen Middelburg en Zierikzee. Naast Kortgene en Katseveer deed het veer ook Wolphaartsdijk aan.
Net als grote delen van Nederland werd ook Wolphaartsdijk getroffen door de watersnood van 1953. Veertien mensen kwamen om, vee verdronk, en de Oosterland-, Oud-Sabbinge-, Zuiderland- en Zuidvlietpolders liepen onder. Als gevolg van het Deltaplan werd onder meer de Zandkreek afgesloten. De Zandkreekdam werd op 1 oktober 1960 geopend. Noord-Beveland was geen eiland meer, en ook de veerdienst Wolphaartsdijk-Kortgene werd opgeheven. De Veerse Gatdam was gereed in 1961. Nu ligt ten noorden van Wolphaartsdijk het Veerse Meer.
Op 1 januari 1970 verloor de gemeente haar zelfstandigheid. Wolphaartsdijk behoort sindsdien tot de gemeente Goes.
In de jachthaven in het noorden van Wolphaartsdijk was sterrenrestaurant 't Veerhuis gevestigd, in 2009 sloten zij de deuren. In maart 2015 opende restaurant Meliefste in hetzelfde gebouw, deze eetgelegenheid heeft sinds maart 2021 een Michelinster.

## Naamgeving
Na de overstroming in de veertiende eeuw werd het dorp Oosterland genoemd. Joan Blaeu noemt het nog steeds zo in 1665 in zijn Atlas Maior. In de Atlas van Willem Tiberius Hattinga uit 1753 en in Gemeente-atlas van Zeeland uit 1867 wordt de plaats met Oostkerke aangeduid. Zelfs op kaarten in de jaren 50 van de 20e eeuw was Oostkerke nog steeds de benaming van het dorp met tussen haakjes de naam Wolphaartsdijk. Veel toeristen- en autokaarten vermeldden echter alleen de naam Oostkerke, wat voor verwarring zorgde. Op 19 september 1960 besloot de gemeenteraad van Wolphaartsdijk dat het dorp Oostkerke voortaan Wolphaartsdijk zou gaan heten, omdat de oude benaming vrijwel niet meer in het dorp gebruikt werd. Het dorp ging - aanvankelijk alleen in de volksmond, vanaf 1960 ook officieel - de naam van het eiland en de gemeente aannemen.

## Kaarten en foto's

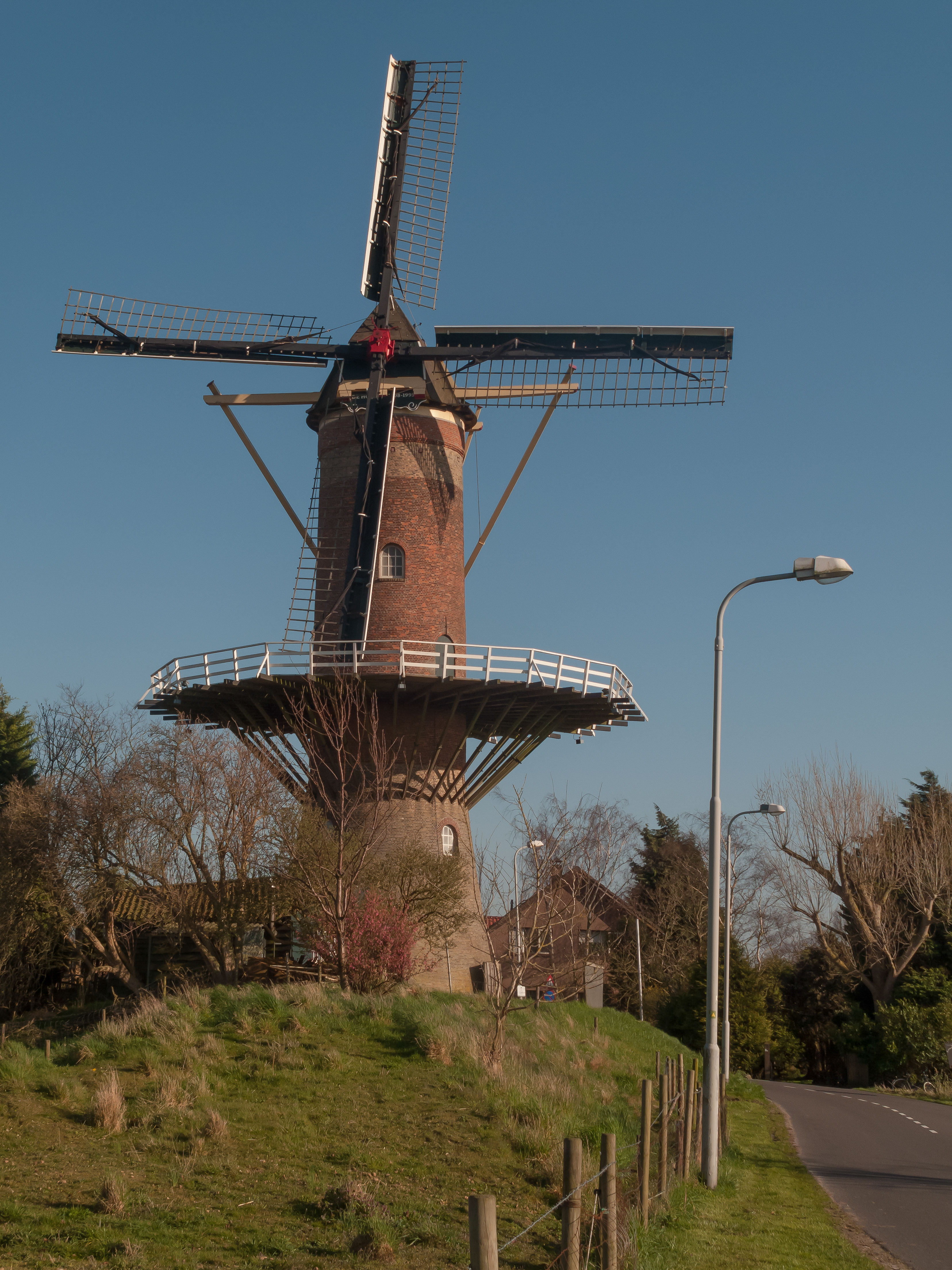
Korenmolen de Hoop in Wolphaartsdijk
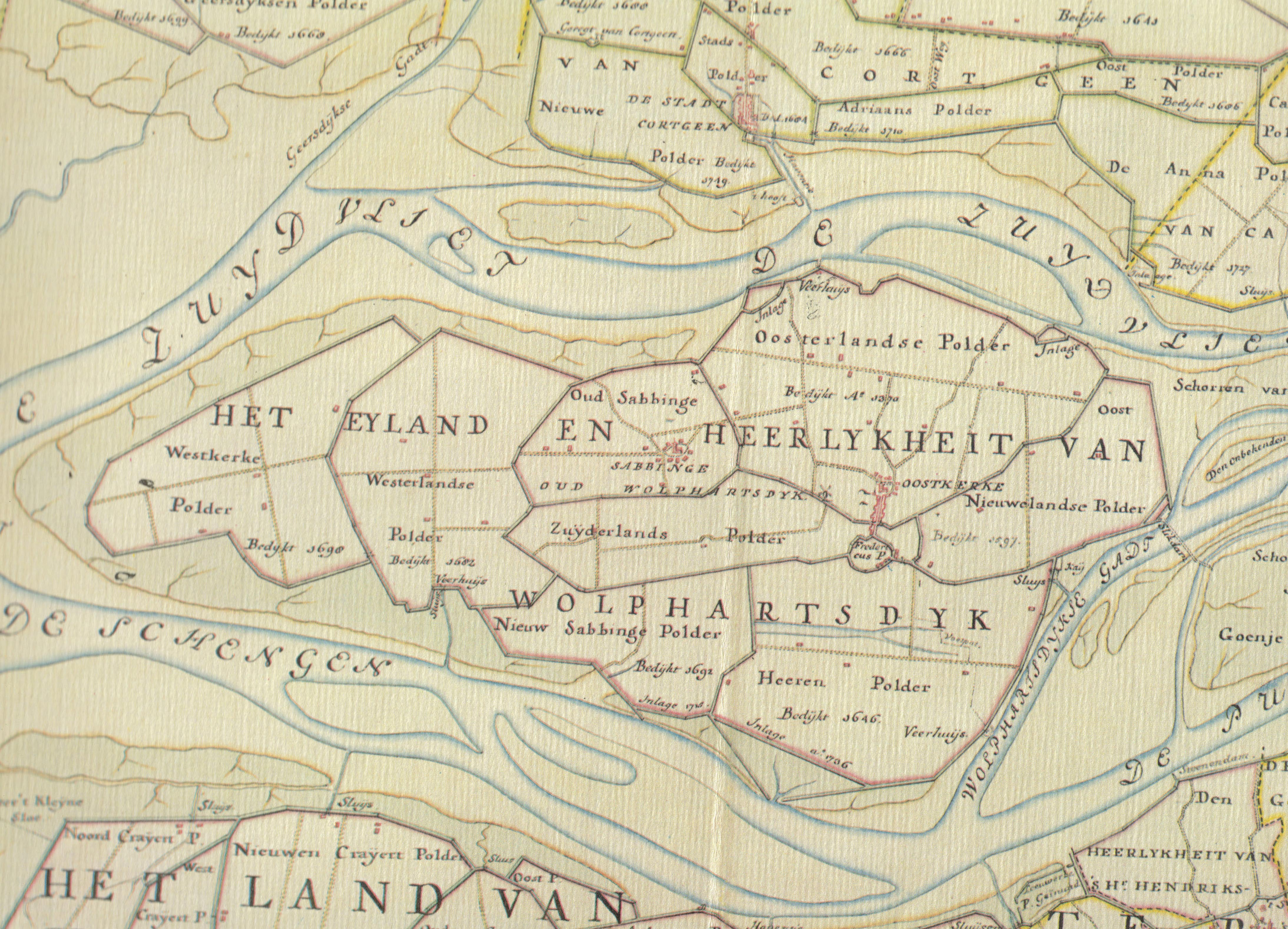
Uitsnede Hattinga 1753
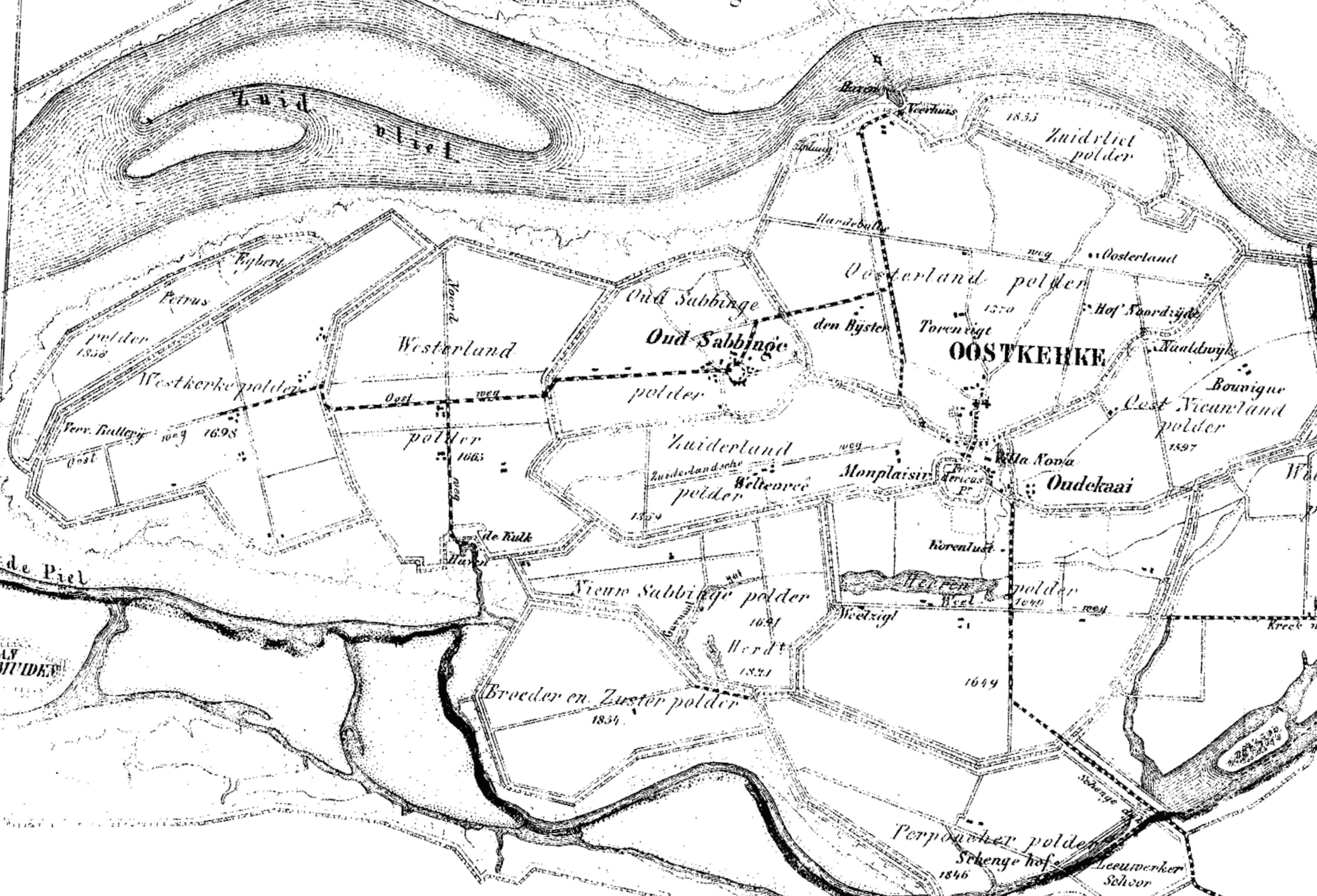
Uitsnede Kuyper 1866
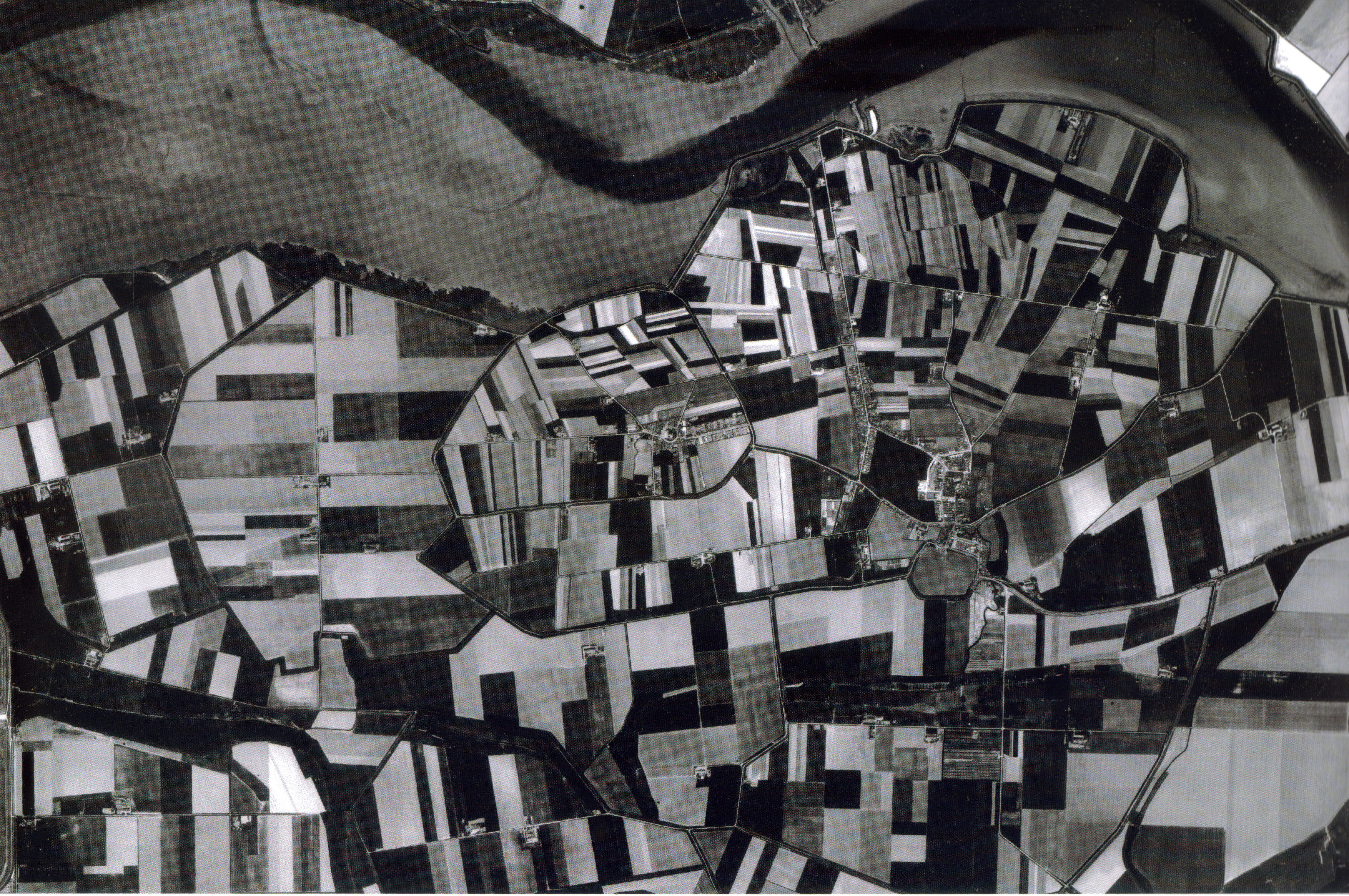
Luchtfoto 1960
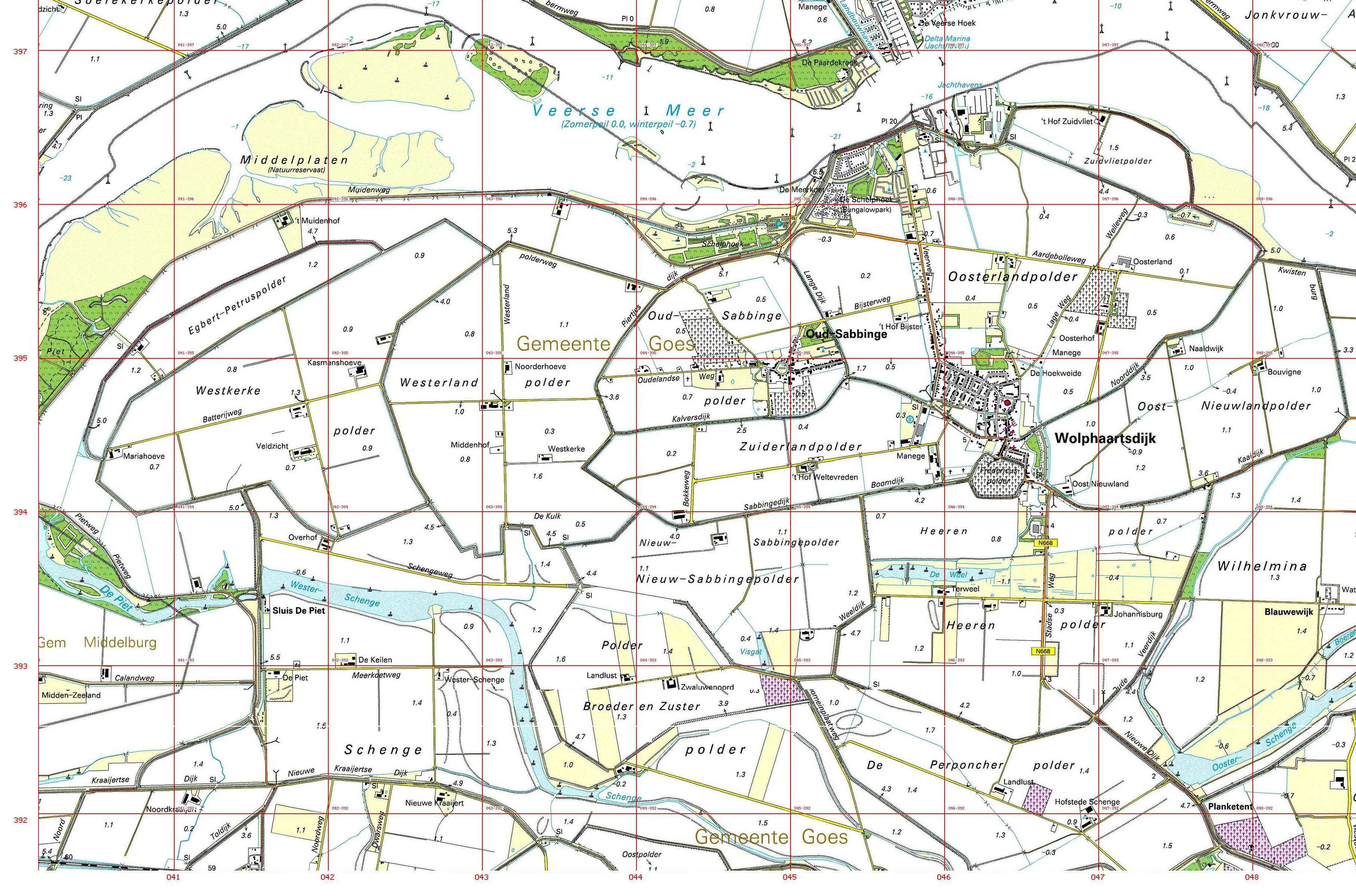
Uitsnede topografische kaarten 1990
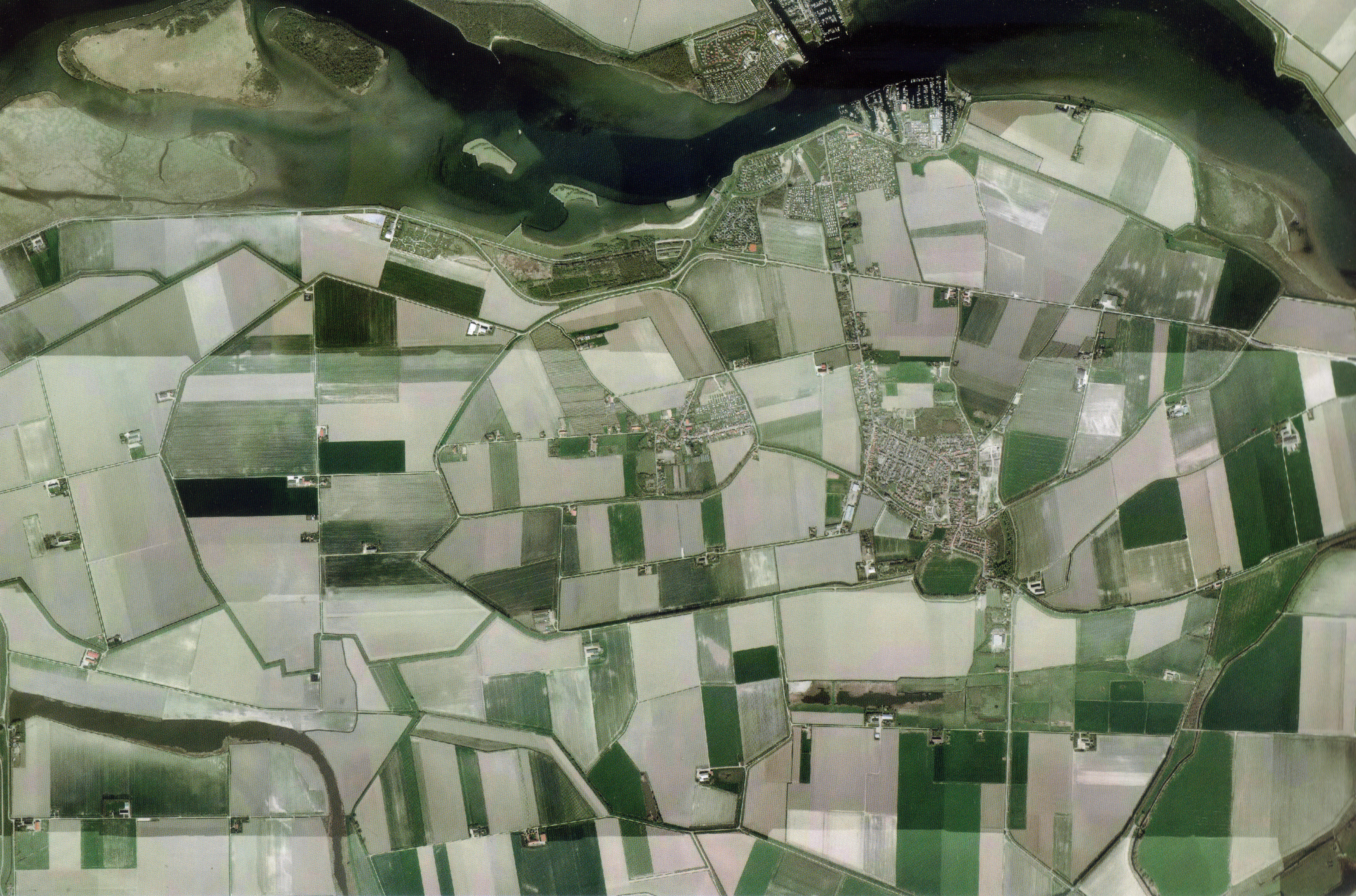
Luchtfoto 2011

## Bezienswaardigheden
- De Nicolauskerk, in neo-Byzantijnse stijl, dateert uit 1862
- De windmolen De Hoop

## Geboren in Wolphaartsdijk
- Johannis Oudkerk (1900-1944), verzetsstrijder
- Frans Bakker (1919-1965), predikant
- Engel Reinhoudt (1946-2020), zanger en onderwijzer